# Coll d'Albadera
El Coll d'Albadera és una collada dels contraforts nord-orientals del Massís del Canigó, a 867 metres d'altitud, en el terme comunal de Finestret, a prop del termenal amb Jóc, tots dos a la comarca del Conflent (Catalunya del Nord). Està situat a prop i a ponent del Puig de les Feixes i al nord del Mas Pagès, al nord-oest de la Creu de les Fous i al sud-est del Cortal Nou.